# Пари 13 Атлетико
«Пари 13 Атлетико» (фр. Paris 13 Atletico) — французский профессиональный футбольный клуб из 13-го округа Парижа. Основан в 1968 году. Выступает в чемпионате Насьональ.

## История
Клуб был основан 17 февраля 1968 года под названием «Гобелен». Местная молодёжь из 13-го округа вместе с Филиппом Сюрмоном и Андре-Полем Трударом основали футбольную команду. С сезона 1969/1970 ФК «Гобелен» вошёл в состав Французской федерации футбола и Футбольной лиги Париж-Иль-де-Франс.
С приходом Фредерика Перейры клуб пережил стремительный взлёт. В июне 2012 года команда провела слияние с «Олимпик де Пари» и стала именоваться «Гобелен Пари 13». В сезоне 2018/2019 клуб становится чемпионом Насьональ 3 и переходит в четвёртую лигу. Летом 2020 года «Гобелен» меняют логотип и название на «Пари 13 Атлетико». В сезоне 2021/2022 команда впервые в своей истории вышла в чемпионат Насьональ.
В сезоне 2022/23 клубу не удалось закрепиться в Лиге Насьональ, по итогу сезона парижане заняли 17-е место в и вылетели в Насьональ 2 Чемпионат Франции по футболу (четвёртую Лигу).
В сезоне 2023/24 «гобелены» заняли первое место в Лиге Насьональ 2 и вернулись в профессиональную Лигу Насьональ (Третью лигу) спустя год.
В сезоне 2024/25 «Пари 13 Атлетико» занял 14-е место в Лиге Насьональ и впервые смог закрепиться в профессиональной лиге на следующий сезон.

## Главные тренеры
| Период     | Главный тренер  |
| ---------- | --------------- |
| 2017—2019  | Адериту Морейра |
| 2019—2020  | Давид Жиге      |
| 2020—2022  | Фабьен Валери   |
| 2022—н. в. | Жан-Ги Валлем   |

## Тренерский штаб
- Жан-Ги Вайем — главный тренер
- Себастьен Робер — ассистент тренера

## Статистика выступлений с сезона 2019/2020
| Сезон          | Чемпионат Франции | Чемпионат Франции | Чемпионат Франции | Чемпионат Франции | Чемпионат Франции | Чемпионат Франции | Чемпионат Франции | Чемпионат Франции | Чемпионат Франции | Кубок Франции |
| Сезон          | Лига              | Место             | И                 | В                 | Н                 | П                 | ЗМ                | ПМ                | Очки              | Кубок Франции |
| -------------- | ----------------- | ----------------- | ----------------- | ----------------- | ----------------- | ----------------- | ----------------- | ----------------- | ----------------- | ------------- |
| Четвёртая лига | 2019/2020         | 6                 | 21                | 9                 | 3                 | 9                 | 32                | 29                | 30                |               |
| Четвёртая лига | 2021/2022         | 1                 | 30                | 20                | 6                 | 4                 | 40                | 17                | 66                |               |